# Inukai Tsuyoshi
Inukai Tsuyoshi (犬養 毅 (Khuyển Dưỡng Nghị) 4 tháng 6 năm 1855 – 15 tháng 5 năm 1932) là chính trị gia người Nhật, ông là Thủ tướng Nhật Bản từ năm 1931 đến năm 1932. Cái chết của ông đặt dấu chấm hết cho việc các đảng phái tham gia vào chính quyền Nhật suốt một khoảng thời gian cho tới sau Chiến tranh thế giới thứ hai.

## Sơ lược tiểu sử
Xuất thân trong một gia đình samurai, Inukai bắt đầu sự nghiệp với vai trò là một nhà báo. Ông trở thành Bộ trưởng Bộ Giáo dục năm 1898 và không lâu sau đó lập ra một đảng chính trị mới, Đảng Quốc gia Hiến pháp. Năm 1913, Inukai lãnh đạo phong trào phổ biến quyền lực chống lại sự chuyền quyền của cựu đại tướng quân đội Katsura Tarō. Kết quả là Katsura bị buộc từ chức, mở ra một cơ hội cho đa số các đảng phái của Nhật được chọn vào Nghị viện.
Vào 1922, Inukai lập một đảng mới, Câu lạc bộ Cách tân (Kakushin Kurabu), và trong năm tiếp theo ông lại tham gia Nội các, với tư cách là Bộ trưởng Bộ Truyền thông. Nhưng vào năm 1924, ông phá hủy hệ thống chính quyền liên minh (ban đầu ông cổ vũ cho việc nhiều đảng phái tham gia vào Nghị viện) khi ly khai nó để tham gia Hội Chính giới Lập hiến, tức Rikken Seiyūkai, chính đảng lớn nhất Nhật lúc ấy và vào năm 1929, ông trở thành Chủ tịch đảng này.

## Nhật đã có thể không tham gia phe Trục
Năm 1931, quân đội Nhật chiếm tỉnh Mãn Châu (Trung Quốc), bước đầu tiên của quá trình quân phiệt hóa đất nước dẫn đến Chiến tranh Thái Bình Dương trong Chiến tranh thế giới thứ hai. Khi nội các Wakatsuki Reijirō thất bại, Inukai đã có thể chọn ra nội các theo ý mình, sau đó trở thành Thủ tướng vào tháng 12 năm 1931. Chính quyền Inukai ngay lập tức từ bỏ chế độ bản vị vàng và bắt đầu nỗ lực vực dậy nền kinh tế (Đại khủng hoảng, 1929-1933)
Inukai là người kịch liệt phản đối việc quân phiệt hóa nước Nhật. Ông chuẩn bị cử người đại diện tới Trung Quốc để thương thuyết và cố gắng ngăn chặn những hoạt động quân sự về sau. Nhưng tiếc thay, ông ấy đã bị ám sát trong cuộc đảo chính do một nhóm quân nhân hải quân với tinh thần dân tộc cực đoan tiến hành.